# Hans Walzhofer
Hans Walzhofer (23 de março de 1906 -  data de morte desconhecida) foi um futebolista austríaco. Ele competiu na Copa do Mundo FIFA de 1934, sediada na Itália, na qual a seleção de seu país terminou na quarta colocação dentre os 16 participantes.